# رايموند أزار
رايموند أزار هو عسكري لبناني، ولد في 1953 في جزين في لبنان.